# Foghat Live II
Live II es un álbum en vivo de la banda de rock británica Foghat, grabado en 2006 y publicado el 26 de junio de 2007. El álbum es la continuación de su exitoso disco en vivo de 1977, Foghat Live.

## Lista de canciones

### Disco 1
1. Night Shift
2. Take Me to the River
3. Stone Blue
4. Slippin' & Sliddin'
5. Drivin' Wheel
6. Mumbo Jumbo
7. Terraplane Blues
8. Bang, Bang
9. Fool for the City

### Disco 2
1. California Blues
2. I Just Want to Make Love to You
3. Chateau Lafitte '59 Boogie
4. Slow Ride
5. Trouble, Trouble
6. Chevrolet
7. I'm a Rock N' Roller
8. I Feel Fine
9. My Babe
10. Self-Medicated
11. Road Fever

## Créditos
- Roger Earl - batería
- Craig MacGregor - bajo
- Bryan Bassett - guitarra
- Charlie Huhn - voz, guitarra